# Novodnistrovsk
Novodnistrovsk (en ukrainien : Новодністровськ) ou Novodniestrovsk (en russe : Новоднестровск) est une ville de l'oblast de Tchernivtsi, en Ukraine. Sa population s'élevait à 10 920 habitants en 2016.

## Géographie
Novodnistrovsk est située à 116 km à l'est-nord-est de Tchernivtsi et à 306 km au sud-ouest de Kiev.

## Histoire
Novodnistrovsk naît en 1973 dans le cadre d'un projet de centrale hydroélectrique sur le Dniestr. Le barrage crée le réservoir de Dnistrovsk (en ukrainien : Дністровське водосховище, Dnistrovske vodoskhovytchtche). La commune urbaine de Novodnistrovsk reçoit le statut de ville en 1982.

## Population

### Démographie
Recensements (*) ou estimations de la population :
| 1979* | 1989*  | 2001*  | 2010   | 2011   |
| ----- | ------ | ------ | ------ | ------ |
| 3 458 | 10 511 | 10 342 | 10 621 | 10 701 |

| 2012   | 2013   | 2014   | 2015   | 2016   |
| ------ | ------ | ------ | ------ | ------ |
| 10 758 | 10 776 | 10 729 | 10 918 | 10 920 |

### Composition ethnique
Selon le recensement de 2001, la répartition ethnique de la population était la suivante :
Ukrainiens : 87,1 %
Russes : 10,2 %
Biélorusses : 0,5 %
Moldaves : 0,9 %
Roumains : 0,3 %
Polonais : 0,2 %